# F. Reyher Nchfg.
F. Reyher Nchfg. GmbH & Co. KG (Eigenschreibweise F. REYHER Nchfg. GmbH & Co. KG) ist ein Großhandelsunternehmen für Verbindungselemente und Befestigungstechnik mit Sitz in Hamburg.

## Geschichte

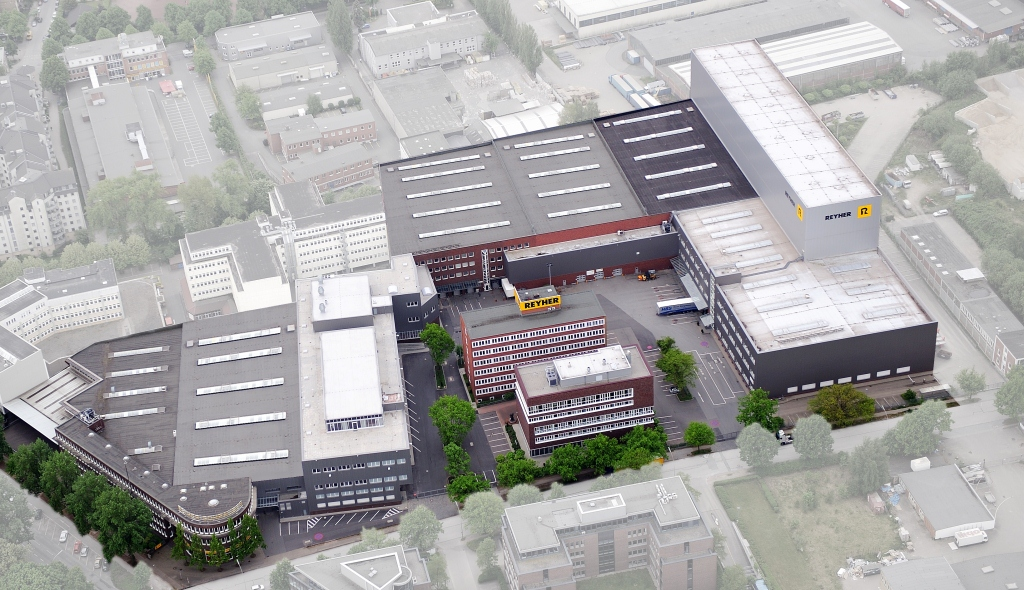
Luftbildaufnahme des Reyher-Firmensitzes

Ferdinand Reyher gründete 1887 das Unternehmen als Handel mit Eisenwaren, Werkzeug und Schiffsartikeln. Die Geschäftsräume befanden sich direkt am Hamburger Hafen an den Vorsetzen. 1901 wurde es von Karl Tede und Otto Meyer, die die Unternehmung in F. Reyher Nchfg. umbenannten, übernommen.
1949 spezialisierte sich die Firma auf den Handel mit Verbindungselementen. 1959 wurde der Firmensitz zum Haferweg in Hamburg-Altona-Nord verlegt. Von 1980 bis 2014 wuchs die Mitarbeiterzahl von 160 auf über 600, der Umsatz von 50 auf über 280 Mio. Euro. Im Jahre 2005 wurde eine Niederlassung in Shanghai eröffnet, 2018 eine in Kaohsiung/Taiwan.
Beliefert werden Kunden aus Industrie und Handel weltweit.
Im Laufe des Jahres 2016 wurde eine weitere Halle fertiggestellt. In dieser Halle findet ein zweistöckiges und ebenfalls voll automatisiertes Hochregallager Platz.